# Eburodesmus erectus
Eburodesmus erectus är en mångfotingart som beskrevs av Christoph D. Schubart 1955. Eburodesmus erectus ingår i släktet Eburodesmus och familjen Fuhrmannodesmidae. Inga underarter finns listade i Catalogue of Life.